# Åke Mangård
Åke Mangård, född 21 januari 1917 i Västerås, död 24 mars 1998 i Madrid, Spanien, var en svensk militär (generalmajor). 
Mangård utnämndes till fänrik i Flygvapnet 1939. Han var chef för Flygstabens operationsavdelning 1953–1956, Flygkadettskolan (F 20) 1956–1959, flottiljchef vid Göta flygflottilj (F 9) 1959-1960, verksam vid Försvarsstaben från 1960 och vid dess operationsledning från 1961, och var chef för Fjärde flygeskadern (E 4) 1964–1966. Efter att han lämnade Flygvapnet 1966 var han verksam i bland annat Rockwell International och SKF. 
Mangård invaldes 1959 som ledamot av Krigsvetenskapsakademien. Han blev riddare av Svärdsorden 1952 och kommendör av samma orden 1963.